# Liste der Stolpersteine in Nümbrecht
Die Liste der Stolpersteine in Nümbrecht enthält die Stolpersteine, die im Rahmen des gleichnamigen Kunst-Projekts von Gunter Demnig in Nümbrecht verlegt wurden. Mit ihnen soll an die Opfer des Nationalsozialismus erinnert werden, die in Nümbrecht lebten und wirkten.

## Liste der Stolpersteine
| Name               | Adresse            | Bild | Inschrift                        | Verlegedatum | Biografie und Anmerkungen |
| ------------------ | ------------------ | --- | -------------------------------- | ------------ | ------------------------- |
| Hugo Baer          | Alte Poststraße 20 | Bild gesucht Der Benutzer GeorgDerReisende ( Diskussion ) wünscht sich an dieser Stelle ein Bild vom Ort mit diesen Koordinaten 50.90297 7.54289 . Motiv: Alte Poststraße 20: Stolperstein für Hugo Baer, die Lage und das Haus Falls du dabei helfen möchtest, erklärt die Anleitung , wie das geht. BW  | Hier wohnte Hugo Baer …          | 9. Mai 2014  |                           |
| Auguste Baer       | Hauptstraße 54 ·   | Bild gesucht Der Benutzer GeorgDerReisende ( Diskussion ) wünscht sich an dieser Stelle ein Bild vom Ort mit diesen Koordinaten 50.90266 7.54143 . Motiv: Hauptstraße 54: Stolpersteine für Familie Baer, die Lage und das Haus Falls du dabei helfen möchtest, erklärt die Anleitung , wie das geht. BW  | Hier wohnte Auguste Baer …       | 9. Mai 2014  |                           |
| Erna Berta Baer    | Hauptstraße 54 ·   | Bild gesucht Die Wikipedia wünscht sich an dieser Stelle ein Bild vom hier behandelten Ort. Falls du dabei helfen möchtest, erklärt die Anleitung , wie das geht. BW | Hier wohnte Erna Berta Baer …    | 9. Mai 2014  |                           |
| Herbert Baer       | Hauptstraße 54 ·   | Bild gesucht Die Wikipedia wünscht sich an dieser Stelle ein Bild vom hier behandelten Ort. Falls du dabei helfen möchtest, erklärt die Anleitung , wie das geht. BW | Hier wohnte Herbert Baer …       | 9. Mai 2014  |                           |
| Johanna Helga Baer | Hauptstraße 54 ·   | Bild gesucht Die Wikipedia wünscht sich an dieser Stelle ein Bild vom hier behandelten Ort. Falls du dabei helfen möchtest, erklärt die Anleitung , wie das geht. BW | Hier wohnte Johanna Helga Baer … | 9. Mai 2014  |                           |
| Leo Baer           | Hauptstraße 54 ·   | Bild gesucht Die Wikipedia wünscht sich an dieser Stelle ein Bild vom hier behandelten Ort. Falls du dabei helfen möchtest, erklärt die Anleitung , wie das geht. BW | Hier wohnte Leo Baer …           | 9. Mai 2014  |                           |
| Helmut Baer        | Spreitger Weg 1    | Bild gesucht Der Benutzer GeorgDerReisende ( Diskussion ) wünscht sich an dieser Stelle ein Bild vom Ort mit diesen Koordinaten 50.90489 7.54297 . Motiv: Spreitger Weg 1: Stolpersteine für Familie Baer, die Lage und das Haus Falls du dabei helfen möchtest, erklärt die Anleitung , wie das geht. BW | Hier wohnte Helmut Baer …        | 9. Mai 2014  |                           |
| Ida Baer           | Spreitger Weg 1    | Bild gesucht Die Wikipedia wünscht sich an dieser Stelle ein Bild vom hier behandelten Ort. Falls du dabei helfen möchtest, erklärt die Anleitung , wie das geht. BW | Hier wohnte Ida Baer …           | 9. Mai 2014  |                           |
| Julius Baer        | Spreitger Weg 1    | Bild gesucht Die Wikipedia wünscht sich an dieser Stelle ein Bild vom hier behandelten Ort. Falls du dabei helfen möchtest, erklärt die Anleitung , wie das geht. BW | Hier wohnte Julius Baer …        | 9. Mai 2014  |                           |
| Siegmund Baer      | Spreitger Weg 1    | Bild gesucht Die Wikipedia wünscht sich an dieser Stelle ein Bild vom hier behandelten Ort. Falls du dabei helfen möchtest, erklärt die Anleitung , wie das geht. BW | Hier wohnte Siegmund Baer …      | 9. Mai 2014  |                           |